# سیارک ۲۳۷۴۹
سیارک ۲۳۷۴۹ (به انگلیسی: 23749 Thygesen، نامگذاری:1998KL30) بیست و سه هزار و هفتصد و چهل و نهمین سیارک کشف شده‌است که در ۲۲ مه ۱۹۹۸ کشف شد.
قدر مطلق سیارک برابر ۱۶.۲ است.